# Hamburg Sea Devils

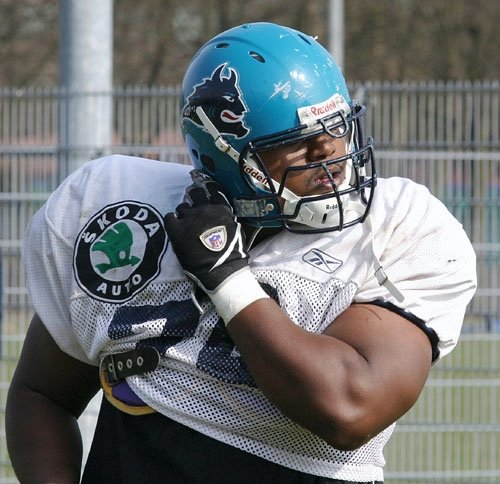
Brandon Newton v dresu Hamburku Sea Devils

Hamburg Sea Devils je profesionální tým amerického fotbalu, který sídlí ve městě Hamburk v Německu. Od roku 2021 hraje profesionální soutěž European League of Football.
Hamburg Sea Devils vyhrál Severní divizi i semifinále play off a postoupil do Championship Game, ale tam prohrál s Frankfurt Galaxy. I ve druhé sezóně-2022,postoupil tým do finále, ve kterém ovšem opět prohrál, tentokrát s týmem Vienna Vikings.